# Литературная жизнь Урала XX века
«Литерату́рная жизнь Ура́ла XX ве́ка» — литературный музей в городе Екатеринбурге. Входит в состав Объединённого музея писателей Урала.

## История музея и здания
В 1910—1912 годах дом, в котором теперь расположен музей, принадлежал присяжному поверенному В. И. Иванову.
В 1913—1918 годах дом принадлежал Веселову Дмитрию Михайловичу — присяжному поверенному, члену екатеринбургского окружного суда, жившему там с семьёй.
Позже в этом доме жил начальник народного образования. В 1937 году он был репрессирован.
27 апреля 1987 года решением исполкома Городского совета здание передано музею.
Дом отведён для постоянной экспозиции «Литературная жизнь Урала XX века». В основном, здесь размещаются временные выставки.
В 2011 году к 65-летию Объединённого музея писателей Урала открылась первая часть постоянной экспозиции «Литературная жизнь Урала XX века» и создан виртуальный зал с экспозицией «Музей уральской фантастики».

## Конструктивные особенности здания
Дом № 10 на Пролетарской улице построен по эскизам и старым фотографиям дома № 40 на Колобовской улице (нынешней улице Толмачёва) в стиле русского провинциального модерна с участием архитектора Янковского.
Имеет кокошники на окнах, плавные изогнутые линии декора, круглые и полукруглые окна, высокое крыльцо, стрельчатую крышу.